# کمیته مرکزی حزب کمونیست ویتنام
کمیته مرکزی حزب کمونیست ویتنام (به ویتنامی: Ban Chấp hành Trung ương Đảng Cộng sản Việt Nam)
عالی‌ترین ارگان اتخاذ تصمیم حزب در بین انجمن‌های کنگره ملی است.
کمیته مرکزی در ۳ فوریه ۱۹۳۰ با ادغام حزب کمونیست هندوچین و حزب کمونیست آنام تأسیس شد. در بین جلسات عمومی کمیته مرکزی، نهادهای اصلی تصمیم‌گیری حزب، دفتر سیاسی و دبیرخانه هستند. کمیته مرکزی از زمان تأسیس در سال ۱۹۳۰ توسط دبیر کل کمیته مرکزی رهبری می‌شود.